# Modrac

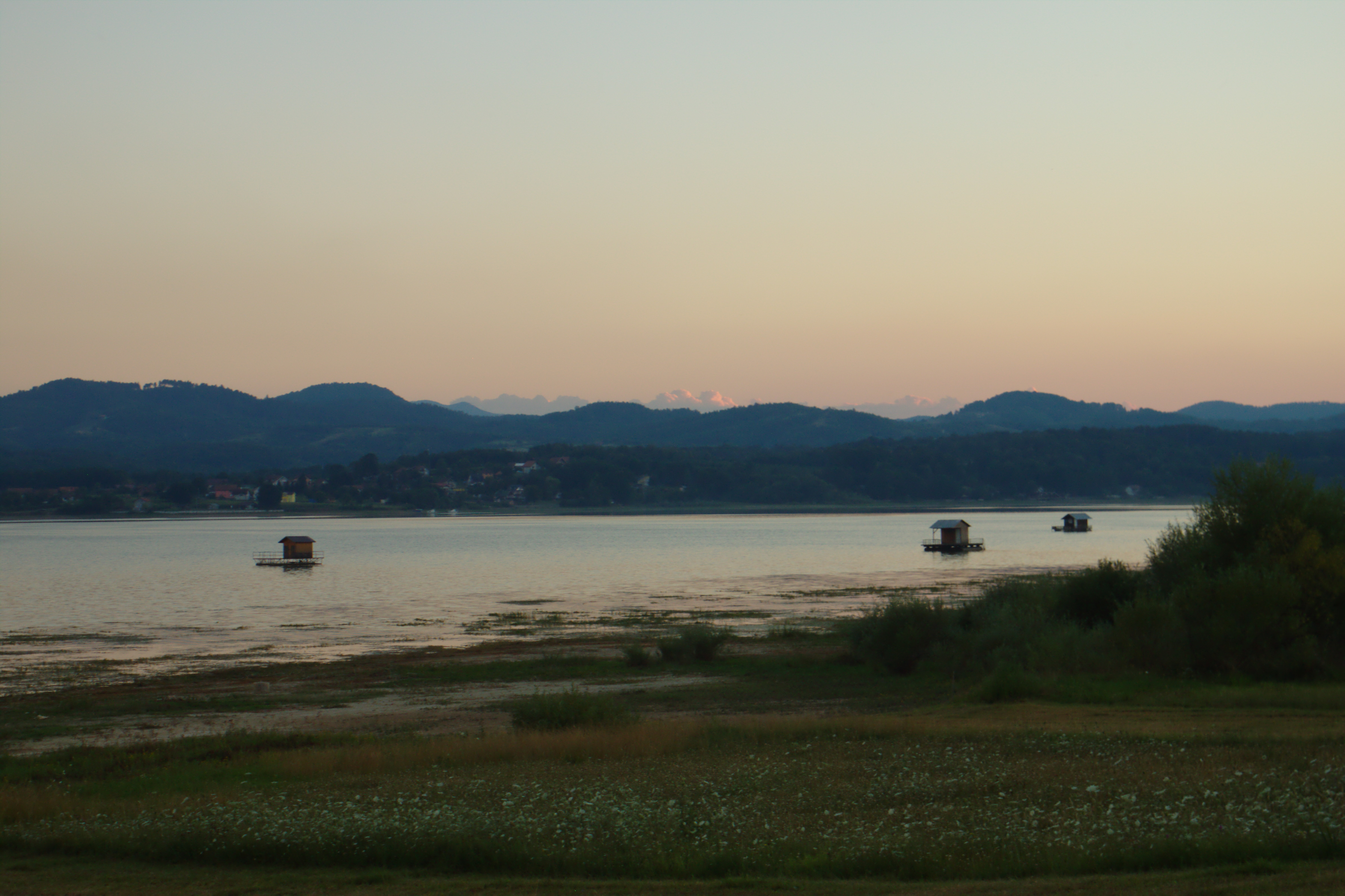
Večerní pohled na hladinu jezera s rybářskými chatkami.

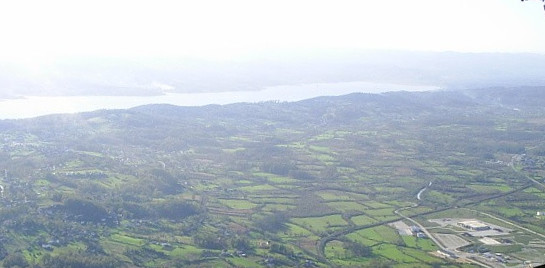
Pohled na jezero z vrtulníku.

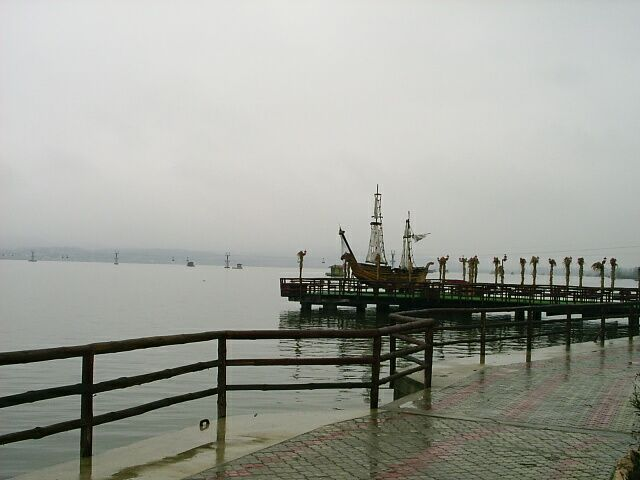
Pohled na břeh jezera a přístav.

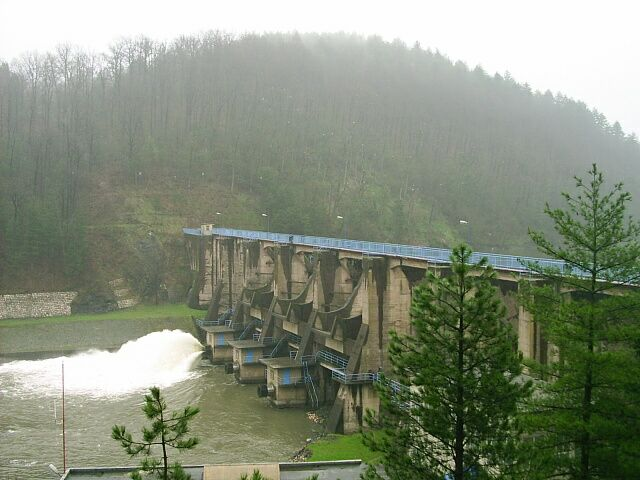
Přehradní hráz.

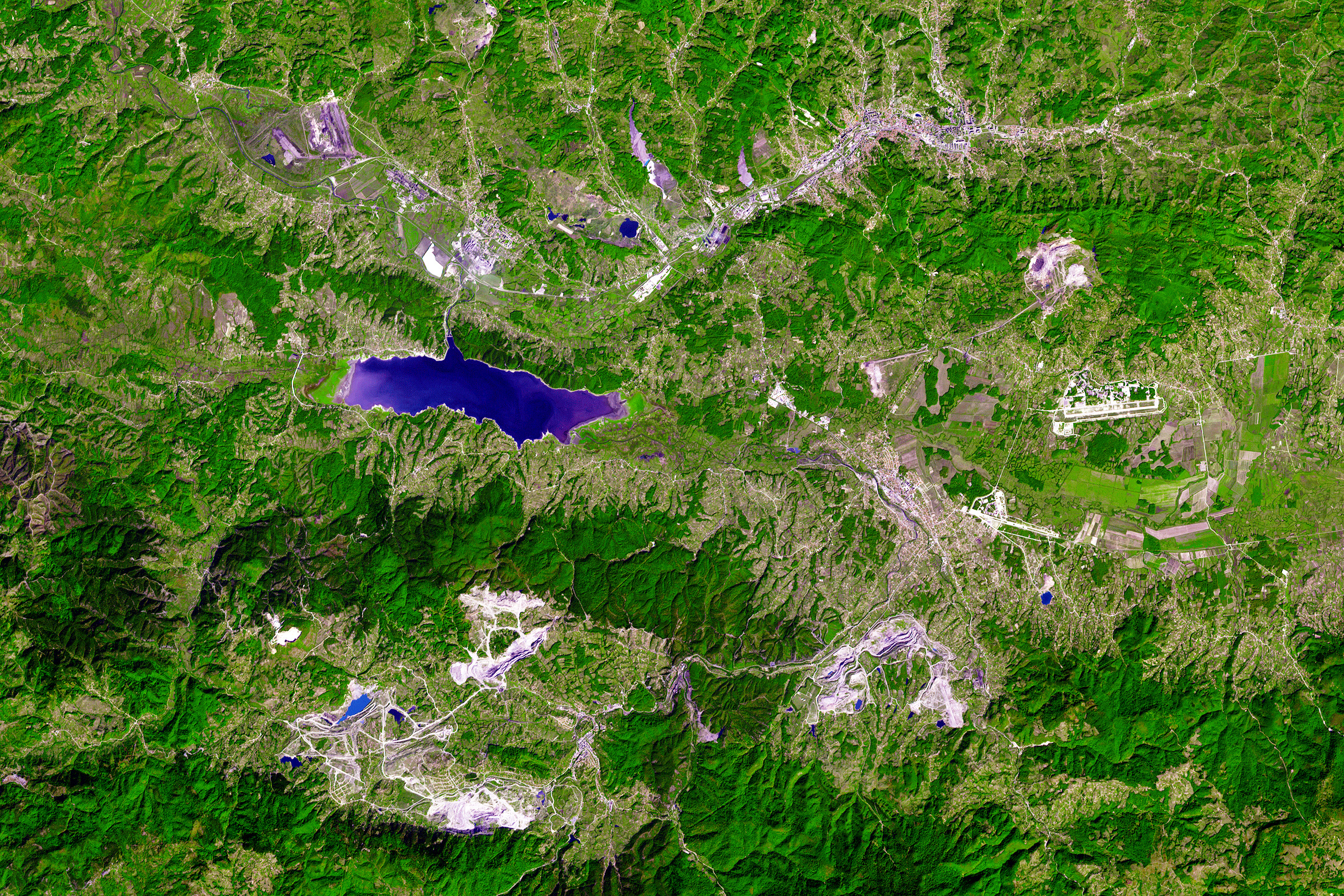
Satelitní snímek jezera a jeho okolí.

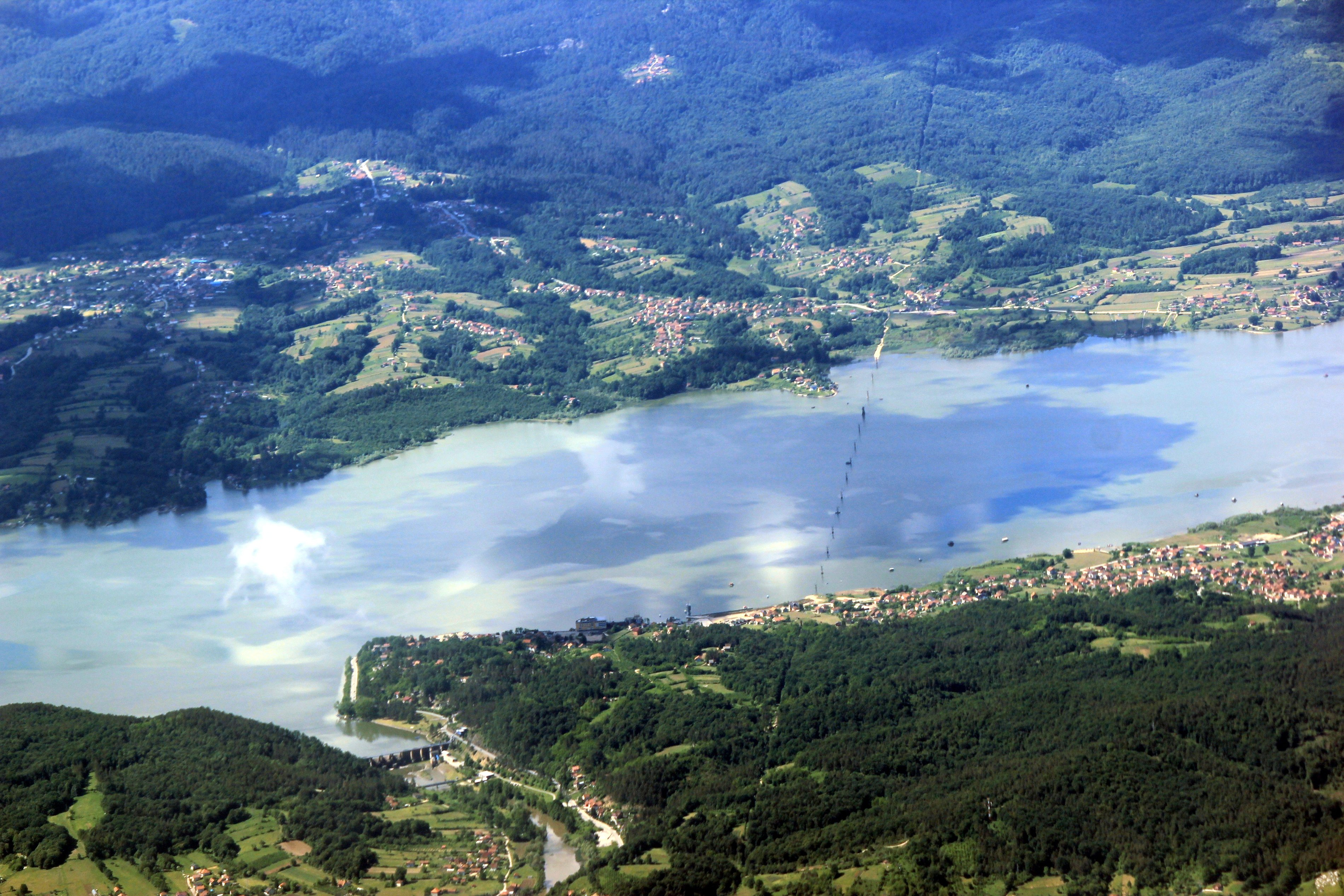
Letecký snímek jezera.

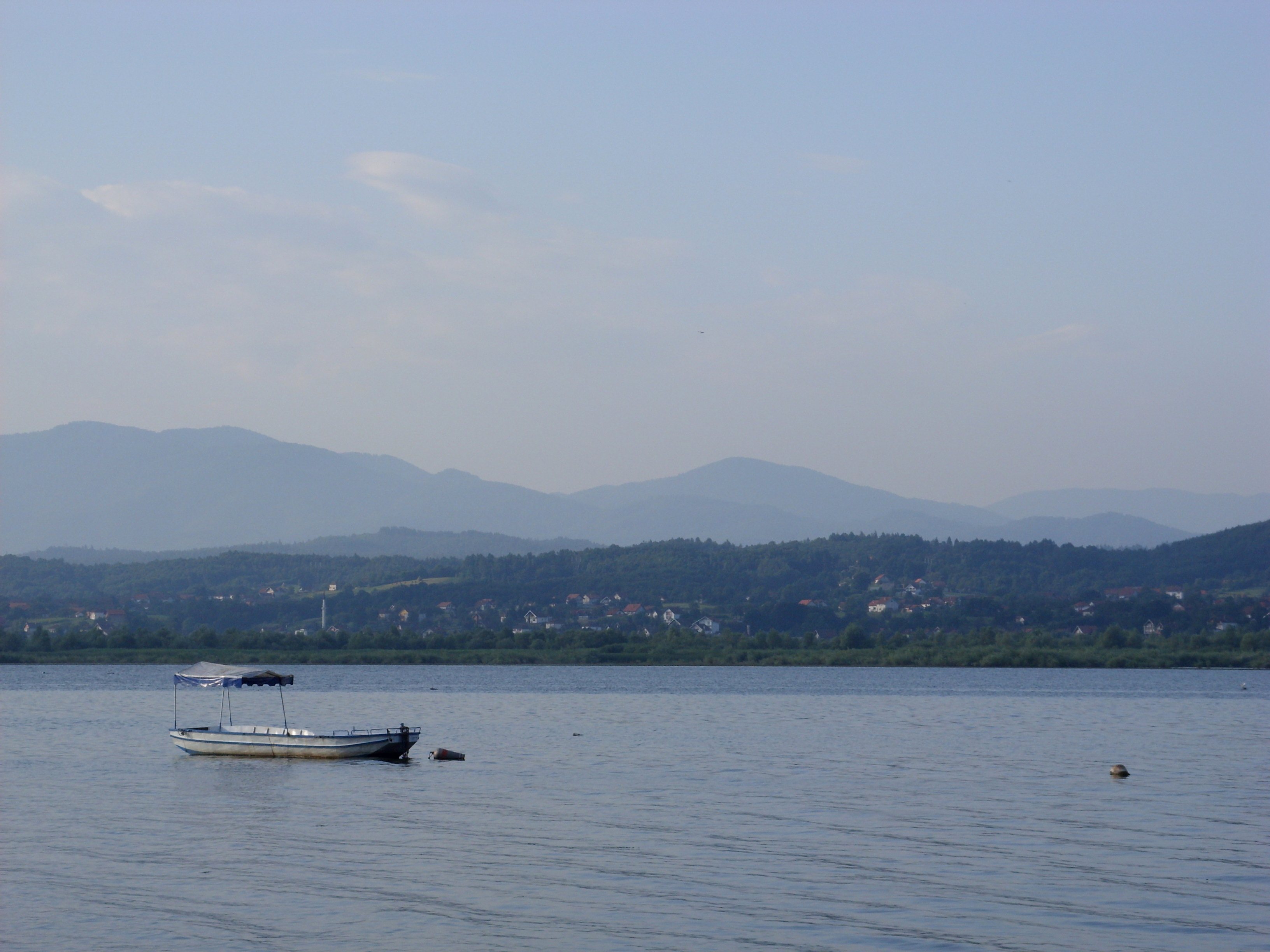
Ráno na jezeře.

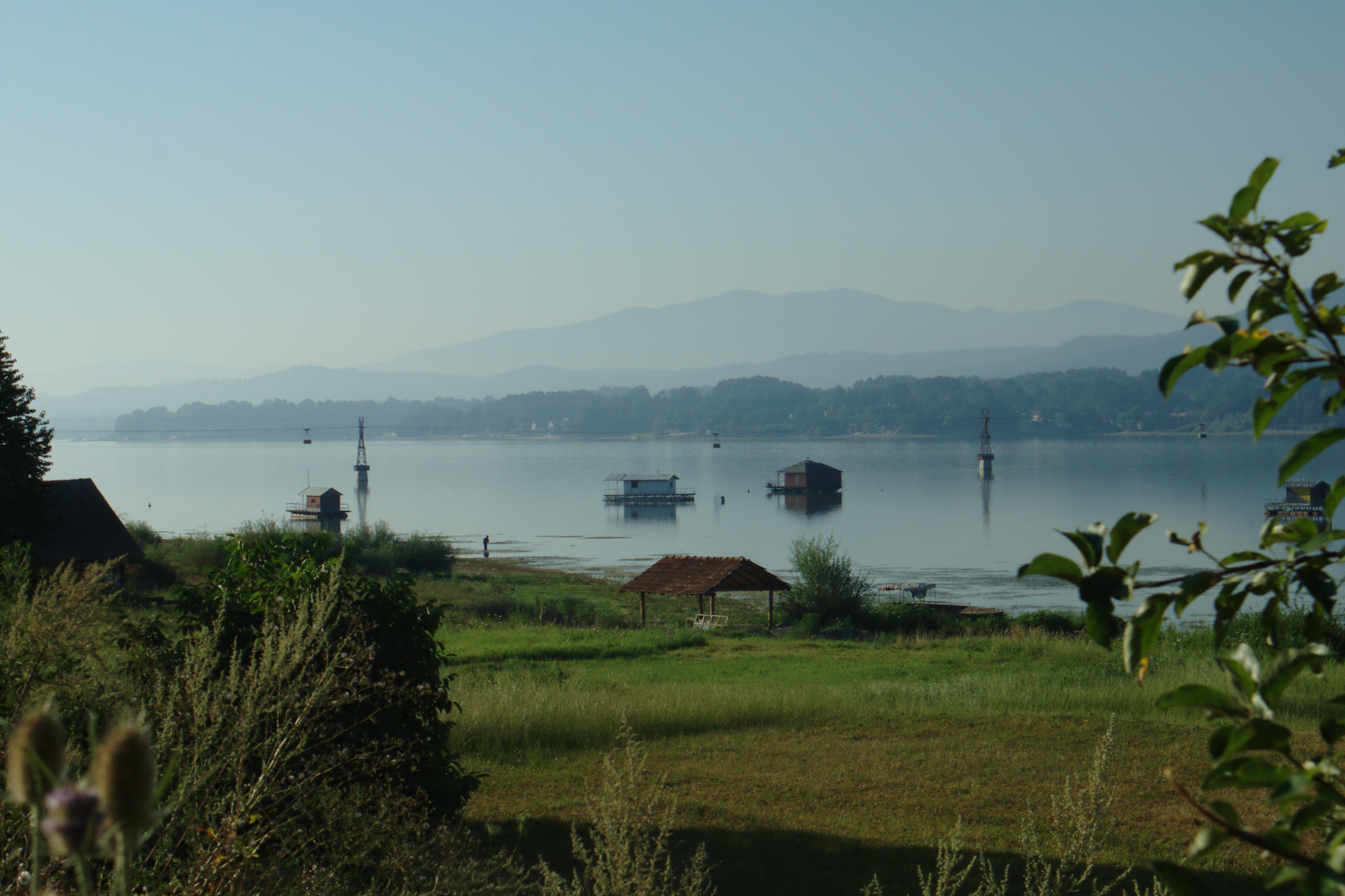
Břeh jezera.

Modračské jezero, nebo také jen Modrac (srbsky Модрачко језеро) je přehradní nádrž v Bosně a Hercegovině (entita Federace Bosny a Hercegoviny, Tuzlanský kanton). Je třetí největší v zemi a byla i jedna z největších v bývalé Jugoslávii.

## Název
Jezero, resp. přehradní nádrž mají název podle vesnice Modrac, u níž se nachází. Bývá někdy označována i jako Bosenské moře nebo podle nedaleké obce Lukavac, z jejíž strany většina návštěvníků přijíždí, i jako Lukavacké moře.

## Přírodní poměry
Jezero se rozkládá v severozápadní části Bosny a Hercegoviny. Je orientováno v západo-východním směru. Jeho délka činí 12 km a ve své prostřední části je široké 700 m s největší hloubkou 14 m. Jezero zaplavilo soutok řek Spreča a Turija v širokém a hustě osídleném údolí. Přehradní hráz byla vystavěna v kaňonu na severní straně jezera. Okolní víceméně zalesněné kopce mají vrcholky o nadmořské výšce okolo 300 až 400 m n. m. Hladina jezera je většinou v nadmořské výšce 192 m n. m.
Severní břeh je relativně svažitý a nacházejí se zde málo početné pláže. Největší z nich leží u vesnice Prokosovići. Část jižního břehu je rovněž pevná (tj. břeh není rozbahněný nebo močálovitý) s několika malými plážemi. Na západní a jihovýchodní straně jezero přechází v močál nebo lužní lesy. Nepřístupné bažiny zarostlé rákosem jsou většinou domovem pro čápy a další ptáky.

## Osídlení
Modračské jezero se větším dílem se rozkládá na území opčiny Lukavac, jeho části ale zasahují i do opčin Tuzla a Živinice. Na březích vodní plochy stojí již zmíněná vesnice Prokosovići, ale i některé další, jako např. Mujkići, Babice Donje, Poljice, Priluk, Šerići nebo Kiseljak. Sídla jsou nicméně nekopaktní a zabírají poměrně velkou plochu, ne jen břeh jezera. Stojí zde také řada chat a další zástavby.

## Historie

### Vznik a výstavba
Přehradní nádrž byla vybudována v roce 1964. Ve své době se jednalo o jednu z největších nádrží na území tehdejší Jugoslávie. Vznikla pro potřebu zásobování vodou průmyslových závodů e elektráren, které stojí okolo měst Lukavac a Tuzla (v údolí řeky Jaly). Dalšími důvody bylo zamezení povodní na celém toku řeky Spreči a ochrana zemědělské půdy severně od přehrady, zajištění zásobování Tuzly pitnou vodou a výroba elektrické energie.
Výhodou při plánování přehrady byl fakt, že v místě budoucího jezera se nenacházela větší vesnice; domy stály víceméně ve vyšších polohách. Až na několik osmělých budov (zájezdních hostinců) byla plocha využívána pouze jako zemědělská půda. Výstavba přehrady a napuštění jezera nicméně přerušily několik okolních cest, které musely být přeloženy.

### Jezero do rozpadu Jugoslávie
Po výstavbě vodní nádrže bylo pravidelně sledováno množství nánosů, které přinášejí řeky Turija a Spreča. Tato praxe byla pozastavena kvůli válce a obnovena ještě v roce 2002. Předpokládá se, že objem přehradní nádrže se tímto snížil za dobu celé své existence o 20 %.
Velmi brzy se jezero stalo oblíbeným místem pro koupání, rybaření a výlety. Rybolov byl zpočátku poměrně skromný, což umožnilo bohatý život v jezeře a velké úlovky pro místní rybáře. Již tehdy ale kvalita vody nebyla valná. Jako horší se ukazovala především v mělkých částech jezera.
Voda z jezera byla bohužel často znečišťována, a to především z důvodu průmyslové výroby. Jižně od něj se nachází rozsáhlé povrchové doly. V rámci separace lignitu se používají různé chemikálie, které pronikají do okolních vodních toků a odsud do jezera. Problematická je i těžba soli nebo dřeva, kde se používají jiné, nicméně opět škodlivé chemické látky. Vysoká míra výroby, která byla typická pro region během existence socialistické Jugoslávie, se tak podepsala na stavu vody.

### Jezero za války a po ní
Po rozpadu Jugoslávie a vypuknutí války došlo k poklesu průmyslové aktivity. V souvislosti s tím se začalo dařit fauně v jezeře a jejím okolí. Přestal sem být vyvážen průmyslový odpad, který zde hladinou končil po desetiletí. Rozvoj turistiky probíhal paradoxně i během války, kdy v klidnějších obdobích se realizovaly investice do turistické infrastruktury. O její rozvoj se zasloužil tehdejší starosta općiny Lukavac. V této době se také jezero stalo velmi populárním. Po skončení konfliktu sem jezdilo i 15 000 lidí, především ze severovýchodní Bosny. Nazýváno bylo tehdy Bosenské moře a místní pláže patřily k nejkvalitnějším ve své době v zemi. Těžké válečné podmínky nicméně vedly k tomu, že se zde také rozmohl nelegální rybolov a jezero bylo téměř vyloveno. V roce 1999 sem byly vysazeny opět ryby (kapř, amur, tolstolobik) a to z nedalekého rybníka Prnjavor.

### 21. století
Nebyla to jen průmyslová aktivita v regionu, která se negativně podpsala na stavu jezera. Po válce existovala myšlenka dále jezero rozvíjet, v roce 2005 nicméně ztroskotala kampaň místních úřadů, a to především kvůli chronicky problematickému balkánskému způsobu odpadového hospodářství v okolních obcích a vypouštění fekálií do jezera. Na území dotčených opštin svozové služby na počátku 21. století pokrývaly jen zhruba 40 % domácností, které produkovaly odpad.
Značným problémem se ukázala být také eutrofizace, k níž existují v jezeře přirozené předpoklady. Následně zde byl proto vyhlášen zákaz koupání a konzumace místních ryb. V roce 2006 byla přijata opatření, která měla za cíl situaci zásadním způsobem zlepšit. I přesto je ekologická zátěž, vznikla především v minulosti, značná. V souvislosti s výše uvedeným žádala vláda Bosny a Hercegoviny od EBRD prostředky pro zlepšení odpadového hospodářství a především hospodaření s odpadovými vodami v obcích okolo jezera.
V roce 2017 byl představen lodní bagr na čištění jezera. O rok později se na vyčištění podílel potapěčský klub ze Sarajeva (bosensky Ronilački klub Sarajevo). Čistící práce na jezeře byly součástí plánu místní samosprávy učinit jezero vhodným ke koupání do roku 2023.
Zlepšení kvality vody oživilo místní turistický ruch.[zdroj?] Možnosti pro návštěvníky jsou zde nicméně omezené. Podařilo se také stabilizovat fond ryb a omezit ilegální rybolov.
Předpokládá se, že v souvislosti se změnou klimatu se zvýší množství strážek a tím i množství vody v jezeře, především v jarních měsících.

## Vodní režim
Jezero vzniklo umělou cestou postavením hráze na řece Spreča, která ním protéká. Kromě dvou uvedených řek sem vtéká řada dalších potoků, jako např. Oskova, Mednica, Ugar a další.
Množství vody osciluje v průběhu roku. Vyšší je hladina během jarních měsíců, kdy častěji prší, naopak v létě, kdy je méně srážek, je položená níže. Rozdíl mezi vyšším a nižším stavem vody může činit až 6 metrů.

## Využití

### Sport a turistika
Jezero a jeho pláže přitahují přirozeně jistý počet turistů a je tak zdrojem příjmů z turistického ruchu pro již zmíněnou vesnici Prokosovići. Pláže kolem jezera jsou dlouhé 1500 m a kolem nich se nacházejí další různá zařízení, jako hotely, motely, kavárny, restaurace a sportoviště. Na březích jezera se někdy konají různé koncerty, kulturní akce a představení.
Pobřeží jezera má délku okolo 60 km.

### Rybářství
Na jezeře bývají pořádány závody ve sportovním rybaření. Jezero je oblíbené mezi rybáři; při nízkém stavu vody je celé pobřeží díky širokým plážím přístupné automobilem. Žije zde velký počet ryb, např. cejni, líni, karas, kapři, štiky a sumci. Existuje několik rybařských spolků, které sdružují až několik set lidí. Organizují zde různé akce, např. Štikiádu apod.  Stálým problémem je nicméně ilegální rybolov, který ohrožuje stabilitu fondu ryb.
Rybaří se i v zimě, kdy hladina jezera zamrzá, a to na dírku.

## Zavlažování
Voda z jezera se používá také pro zavlažování okolních polí. Využití je nicméně nižší vzhledem k členitému terénů okolní krajiny.

## Pitná voda
Voda z jezera se využívá také pro vodovodní řad pro okolní hustě osídlené oblasti. Vzhledem k historickému znečištění bylo nezbytné investovat do nákladného procesu čištění vody tak, aby byla bezpečná.

## Doprava
Jezero je známé tím, že je přes něj vedena nákladní lanová dráha. Slouží k přepravě vápence a je 14 km dlouhá. 
Severní i jižní břeh jezera je dostupný po silnicích regionálního významu; vede sem spojení z Doboje, Gračanice, Lukavace i dalších míst. Některé z komunikací vznikly při jeho napouštění, neboť původní silnice vedly přímo zatopeným prostorem. K jeho břehům nevede žádná železniční trať; nejbližší je trať Brčko–Banovići, která ale jezero obchází po okolních svazích.
Jezero není využíváno k pravidelné osobní lodní dopravě, jsou zde ale výletní lodě, které slouží většinou pro návštěvníky jezera.

## Ochrana přírody
Plocha jezera je součástí venkovské části općin Tuzla, Lukavac a Živnice. Je chráněno státem jako přírodní dědictví hydrografického významu.